# Die ganze Welt braucht Liebe
Die ganze Welt braucht Liebe – utwór austriackiej piosenkarki Liane Augustin napisany przez Günthera Leopolda i Kurta Wernera, nagrany i wydany w 1958 roku. 
Utwór reprezentował Austrię podczas finału 3. Konkursu Piosenki Eurowizji organizowanego w Hilversum w 1958 roku. 12 marca Augustin zaprezentowała piosenkę w jako przedostatnia, dziewiąta w kolejności i ostatecznie zajęła piąte miejsce z 8 punktami na koncie. Dyrygentem orkiestry podczas występu wokalisty był Willy Fantl.